# Cetățuia de pe Strajă
Cetățuia de pe Strajă a fost o fortificație importantă de apărare, situată însă în afara Cetății Brașovului, cu scopul de a împiedica atacarea și mai ales bombardarea acesteia de pe înălțimile din jur. Cetățuia este situată la nord de Cetatea Brașovului (Centrul istoric al orașului), pe Dealul Straja (Dealul Cetății) între Brașovechi și Blumăna și este declarată  monument istoric de importanță națională (cod LMI BV-II-a-A-11393). Cetățuia de pe Strajă nu trebuie confundată cu Cetatea Brașovului, ansamblul fortificațiilor care înconjurau actualul centru istoric al orașului.

## Istoric
La începutul secolului al XV-lea, pe Dealul Straja (Martinsberg) exista doar un turn de veghe în formă de potcoavă, care a fost completat în anul 1524 cu un bastion de lemn cu patru turnuri. Turnul avea trei etaje prevăzute cu ambrazuri la etajele inferioare și cu guri de păcură la ultimul nivel. 
Fortificațiile din lemn au fost distruse în anul 1529 de armata lui Petru Rareș după lupta de la Feldioara din 21 octombrie 1529, în care a învins trupele împăratului Ferdinand I de Habsburg și au fost reconstruite la mijlocul secolului al XVI-lea.
În urma extinderii influenței în Transilvania a lui Ferdinand I, împărat al Sfântului Imperiu Roman, rege al Boemiei și al Ungariei, în Transilvania, contele de Arco, subalternul lui Giovanni Battista Castaldo, adjunctul militar al regelui Ferdinand, a cerut refacerea și întărirea fortificației. Astfel, turnul central în formă de potcoavă a fost extins între anii 1552-1553 cu trei turnuri mici de artilerie, asemănătoare bastioanelor. Ulterior, în anul 1611, Cetățuia a fost înconjurată cu un șanț cu apă și un val de pământ.
Ca urmare a unui incendiu din anul 1618 care a distrus schela interioară de lemn, Cetățuia a fost supusă reconstrucției în 1625 de către autoritățile principatului Transilvaniei și tot atunci a fost săpată o fântână de 25 de metri în interiorul curții, adâncită ulterior la 81 de metri, care constituia sursa de apă a Cetățuii, în caz de asediu.

Cetățuia de pe Strajă
în secolul XIX

În anul 1630 a început ridicarea zidurilor exterioare ale Cetățuii cu bastioane și porți de acces, lucrare terminată în 1631. Construcția avea forma de patrulater, cu bastioane în stil italian în colțuri și cu o singură intrare care se făcea printr-un pod mobil.
Ca urmare a Tratatului de la Karlowitz din anul 1699, Transilvania a trecut de la vasalitatea față de Imperiul Otoman sub stăpânire habsburgică. Brașovenii s-au revoltat împotriva noilor autorități, dar mișcarea a fost înăbușită și conducătorii ei executați. Trupele imperiale au expropriat Cetățuia, pe care au transformat-o în sediul garnizoanei austriece din Brașov și au transportat aici toate armele și munițiile orașului. În curtea castelului au mai fost ridicate și alte noi clădiri: barăci, depozite și reședința comandantului. Totodată au fost defrișate viile și livezile din jurul castelului și au fost construite  fortificații exterioare suplimentare.
În anul 1773 împăratul Iosif al II-lea a ordonat renovarea Cetățuii, forma refăcută atunci fiind cea păstrată până în zilele noastre. Atunci s-a înălțat și turnul de formă hexagonală alipit potcoavei centrale, dar și construcția cu două nivele poziționată pe latura de est a nucleului fortificației.
Pierzându-și importanța ca fortificație de apărare, Cetățuia a slujit drept depozit și mai apoi drept cazarmă plăieșilor. De aceea, într-o vreme, dealul Străjii s-a numit și Dealul Plăieșilor.
După nouă ani de la ultima restaurare, Cetățuia a fost oferită orașului spre cumpărare. Pentru că brașovenii nu au dorit să o cumpere, fortificația a funcționat o perioadă ca închisoare în care au fost deținuți prizonieri turci din Războiul Ruso-Austro-Turc (1787–1792), iar pe durata epidemiei de ciumă s-a amenajat o secție specială pentru cei afectați de boală.
În timpul Revoluției de la 1848, Cetățuia în care se refugiaseră câteva sute de insurgenți, comandați de căpitanul de origine poloneză Jan Szydlowski, a fost asediată și bombardată de armata rusească chemată în ajutor de austrieci pentru a învinge trupele revoluționare. Aceștia au rezistat asediului timp de două zile cu cele patru (după alte surse, șase) tunuri dar, după ce li s-a terminat muniția și ajutorul așteptat nu a sosit, au abandonat pozițiile, au deschis poarta fortăreței și s-au predat trupelor rusești. Episodul acesta a avut și o parte umoristică, pentru că o mulțime de cetățeni ieșiseră pe promenada din fața zidurilor orașului ca la un spectacol, până când un proiectil venit din fortăreață i-a alungat de acolo înapoi în spatele zidurilor.

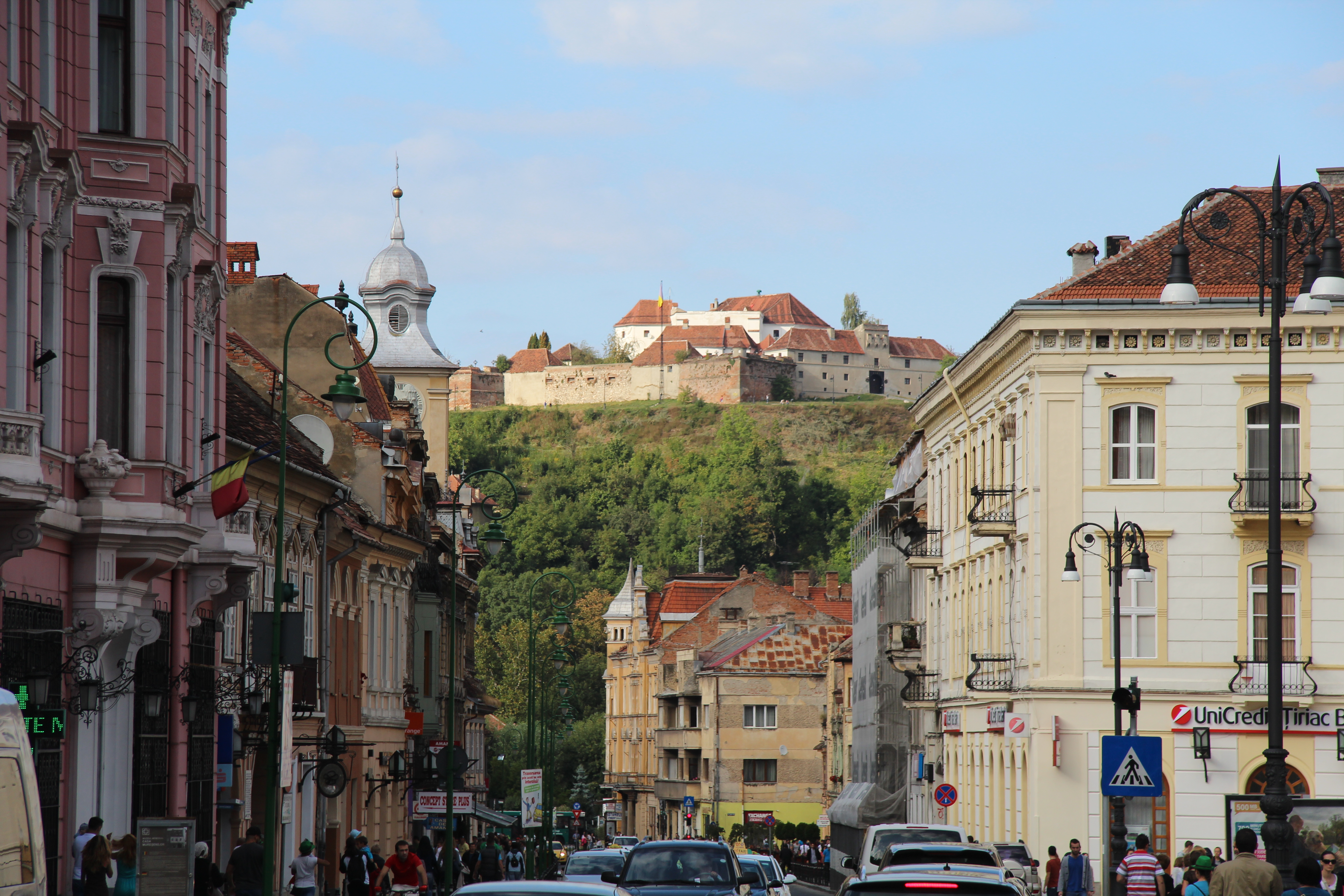
Cetățuia văzută din centrul Brașovului

În timpul lucrărilor de reparații care au urmat asediului, în curtea interioară a castelului a fost construită o cisternă pentru apă, înlocuind vechea fântână.
În timpul Primului Război Mondial, în  Bătălia de la Brașov din 24 septembrie/7 octombrie 1916 - 25 septembrie/8 octombrie 1916, poziția strategică a Cetățuii a jucat un rol important. În bătălia decisivă din 8 octombrie, armatele austro-ungare au înaintat spre Dealul Străjii, unde, cu prețul unor lupte grele, au cucerit înălțimile în cursul după-amiezii, trăgând de acolo cu mitraliere în trupele române din Blumăna și din zona gării orașului. Acest lucru a influențat foarte mult rezultatul bătăliei, forțele române fiind nevoite în final să evacueze Brașovul și să se retragă spre Predeal, pe vechea frontieră.
După terminarea războiului, Cetățuia a fost folosită ca închisoare militară, iar în anul 1932 a fost donată regelui Carol al II-lea.

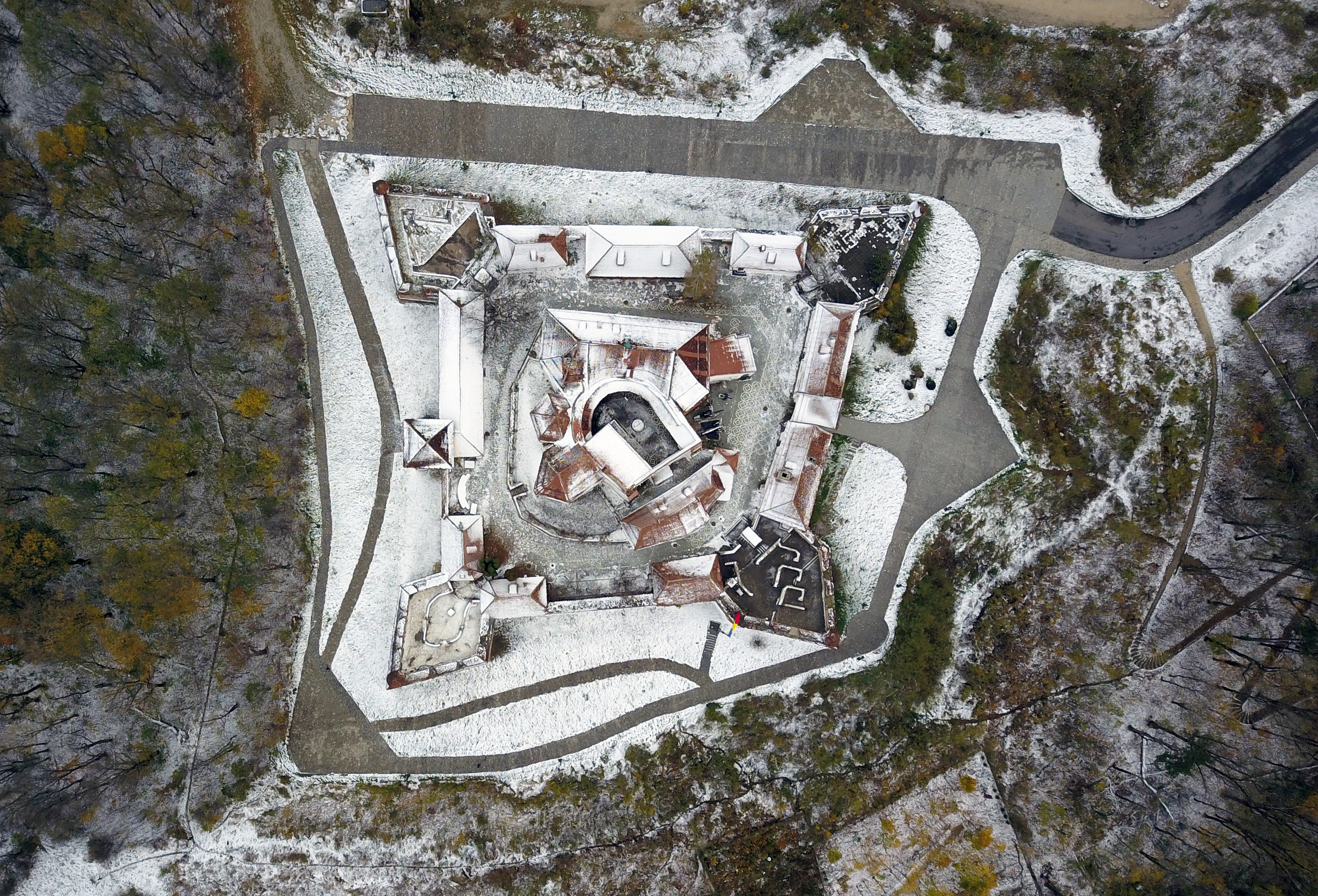
Cetățuia - vedere aeriană

Ca urmare a naționalizării din perioada comunistă, în anul 1948 clădirea a fost expropriată și a servit ca închisoare și stație de bruiaj pentru Securitate, iar din 1954 până în 1975 ca depozit pentru Arhivele Statului din Brașov.
Cetățuia a fost apoi renovată și în anul 1981 Oficiul de Stat de Turism (ONT Carpați) a înființat aici un complex de restaurante în stil medieval. În același timp au fost create alei pavate, au fost instalate bănci și instalații de iluminat public de jur împrejurul fortăreței.
După căderea comunismului, ca urmare a privatizării ONT în 1990, Cetățuia a trecut în administrația companiei Postăvarul S.A., devenită din anul 2000 Aro Palace. În 2015, Primăria Brașov a început un proces legal pentru recuperarea Cetățuii de la SC Aro Palace SA. Ca urmare, interiorul castelului nu a mai fost vizitat din 2015, restaurantul a fost închis, iar zidurile fortăreței au început să se deterioreze. In data de 8 noiembrie 2022, după 7 ani de procese în trei instanțe de judecată, Tribunal, Curtea de Apel și Înalta Curte de Casație și Justiție, aceasta din urmă a dat verdictul final și irevocabil de a trece Cetățuia din proprietatea privată a SC Aro Palace SA în proprietatea Statului Român, astfel susținând deciziile instanțelor inferioare. Ulterior anunțării deciziei ÎCCJ de trecere a monumentului în domeniul public, primarul municipiului Brașov, Allen Coliban, a declarat că va face demersurile necesare pentru a solicita Guvernului trecerea Cetățuii din proprietatea Statului Român în cea a municipiului Brașov, precum și reintegrarea acesteia în circuitul turistic ulterior efectuării lucrărilor de reconsolidare ce se cuvin.

## Descriere
Cetatea exterioară, construită în anii 1630 - 1631, are forma de patrulater, cu bastioane în stil italian la colțuri. Poarta, care a fost odată un pod mobil, construită în peretele sudic pentru a comemora vizita reginei Carolina Augusta în 1817, se numește „Karolinenthorˮ.
Turnul central în formă de potcoavă are trei etaje prevăzute cu ambrazuri la etajele inferioare și guri de păcură la ultimul nivel.
Cetățuia are o suprafață totală de 5.000 mp și este declarată monument istoric de importanță națională, format din Incinta bastionară (cod LMI BV-II-m-A-11393.01) și Castel (cod LMI BV-II-m-A-11393.02).}}).

## Galerie de imagini

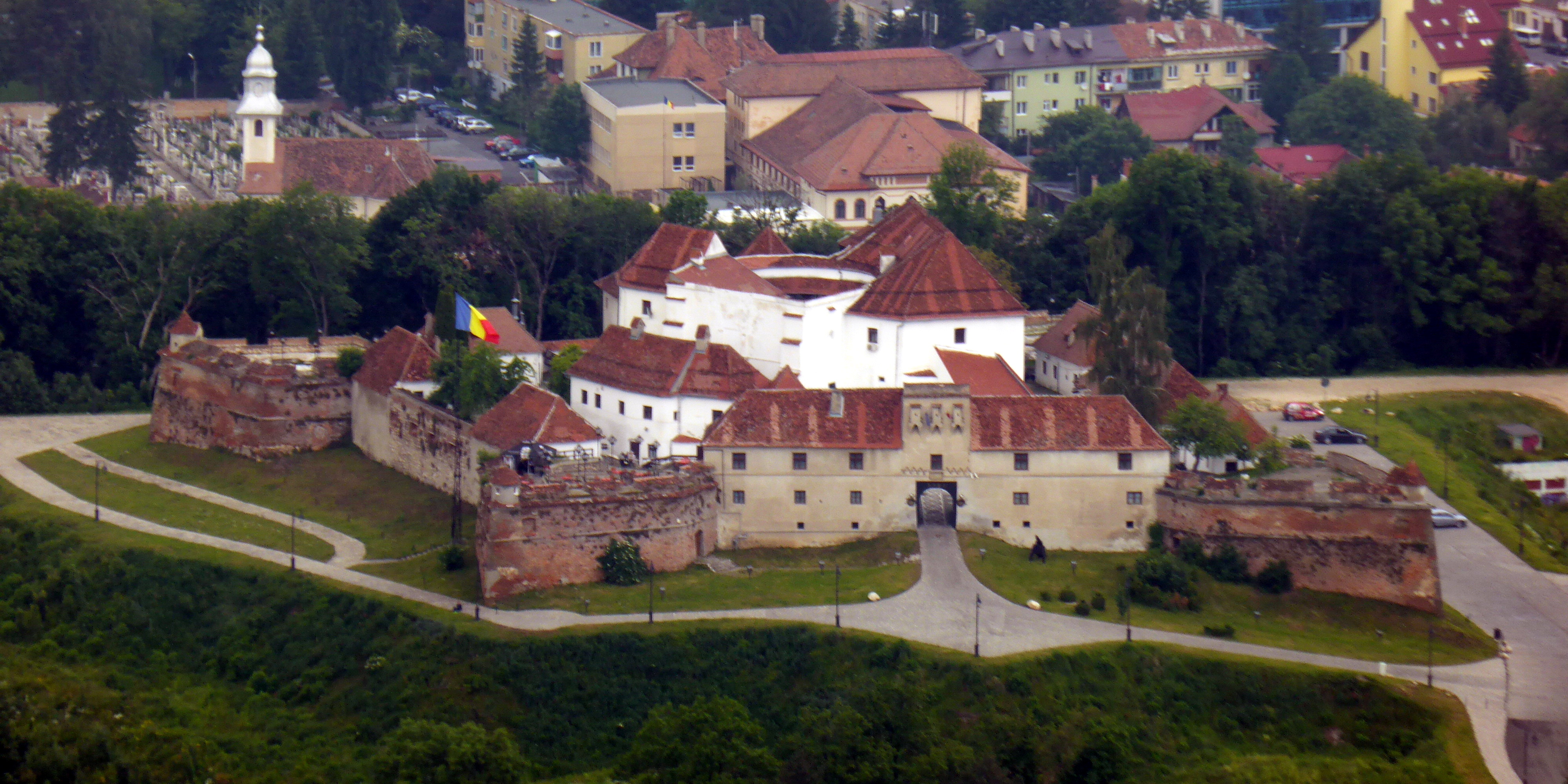
Cetățuia
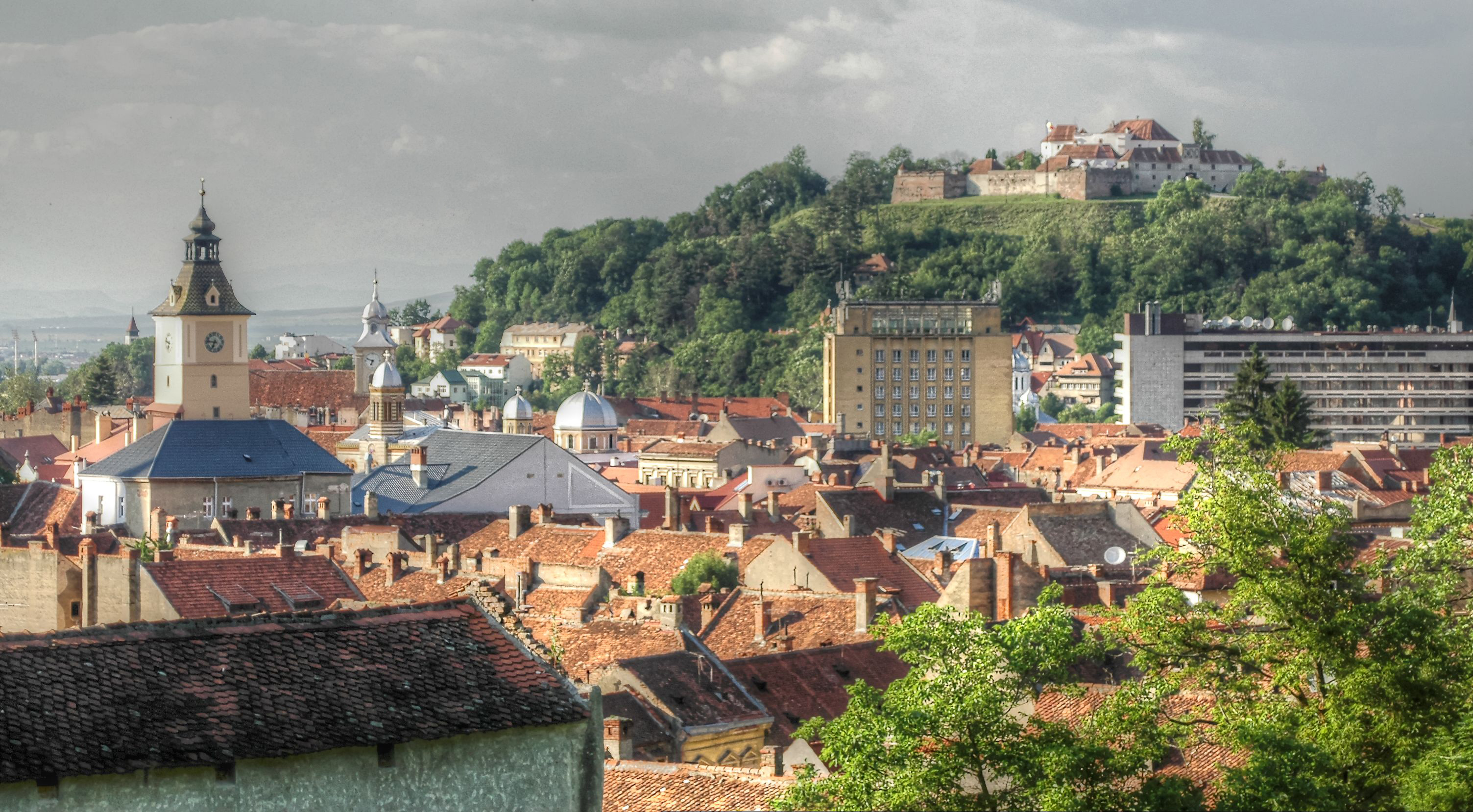
Cetățuia văzută din Centrul istoric
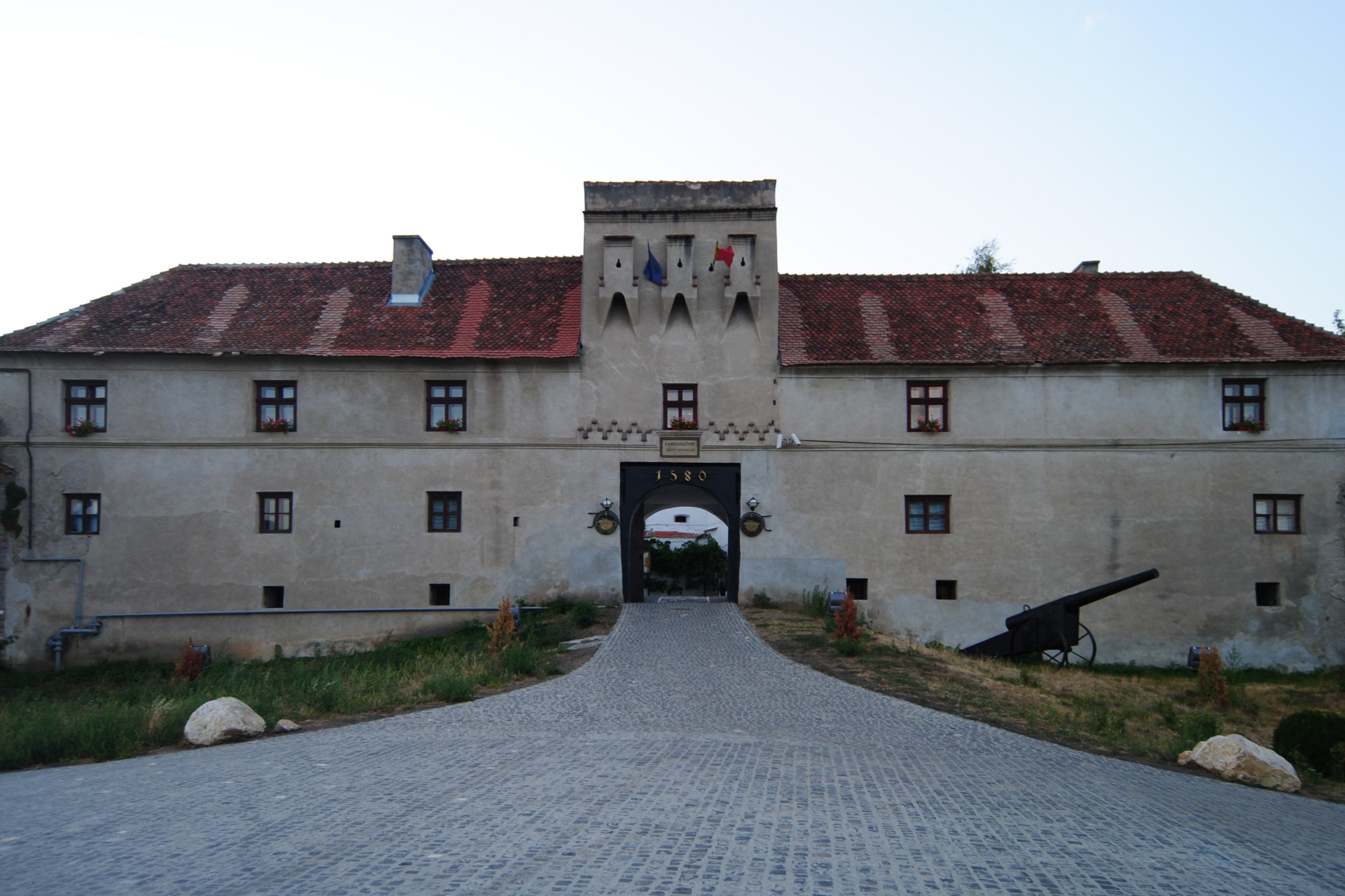
Intrarea în Cetățuie
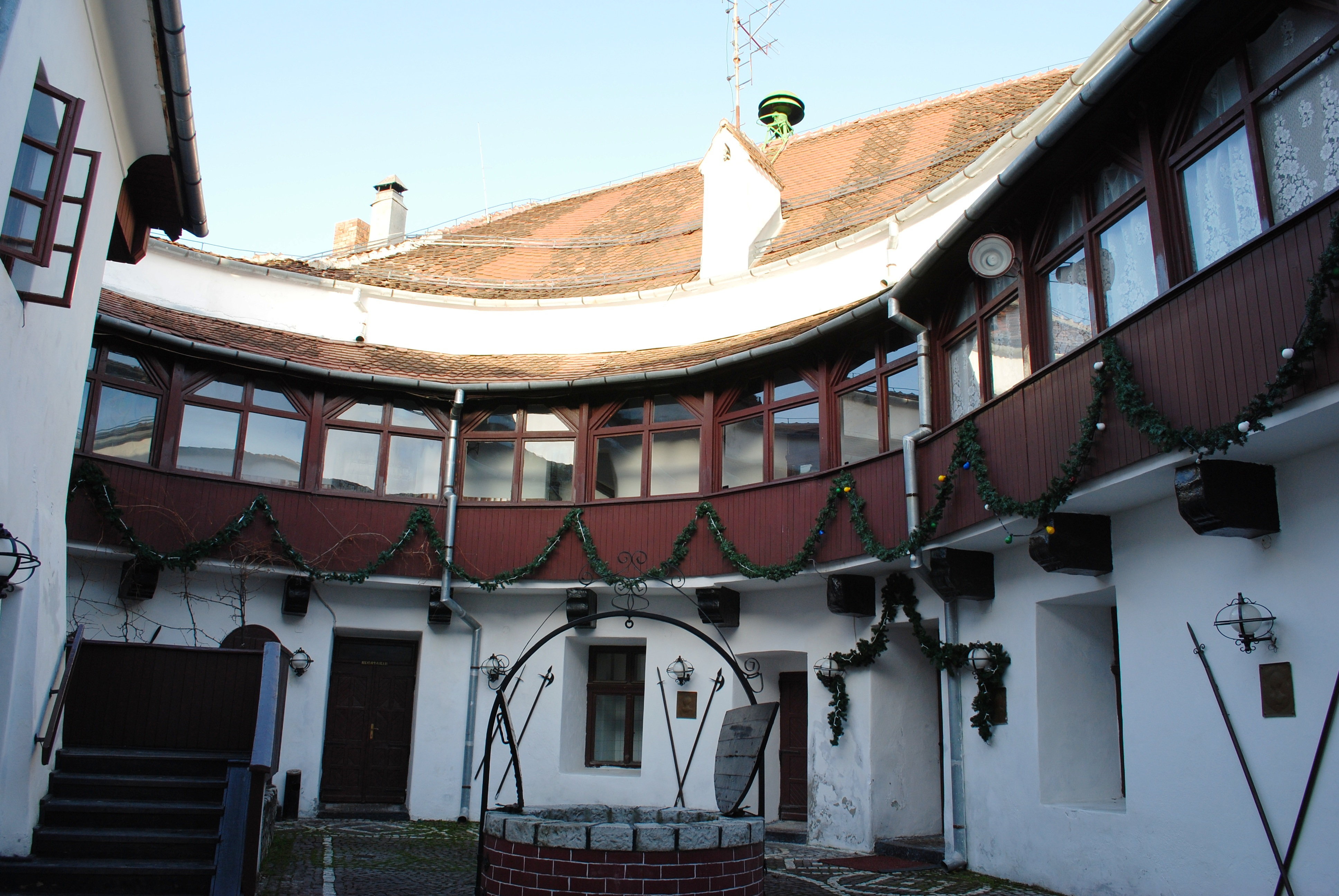
Cetățuia - Curtea interioară
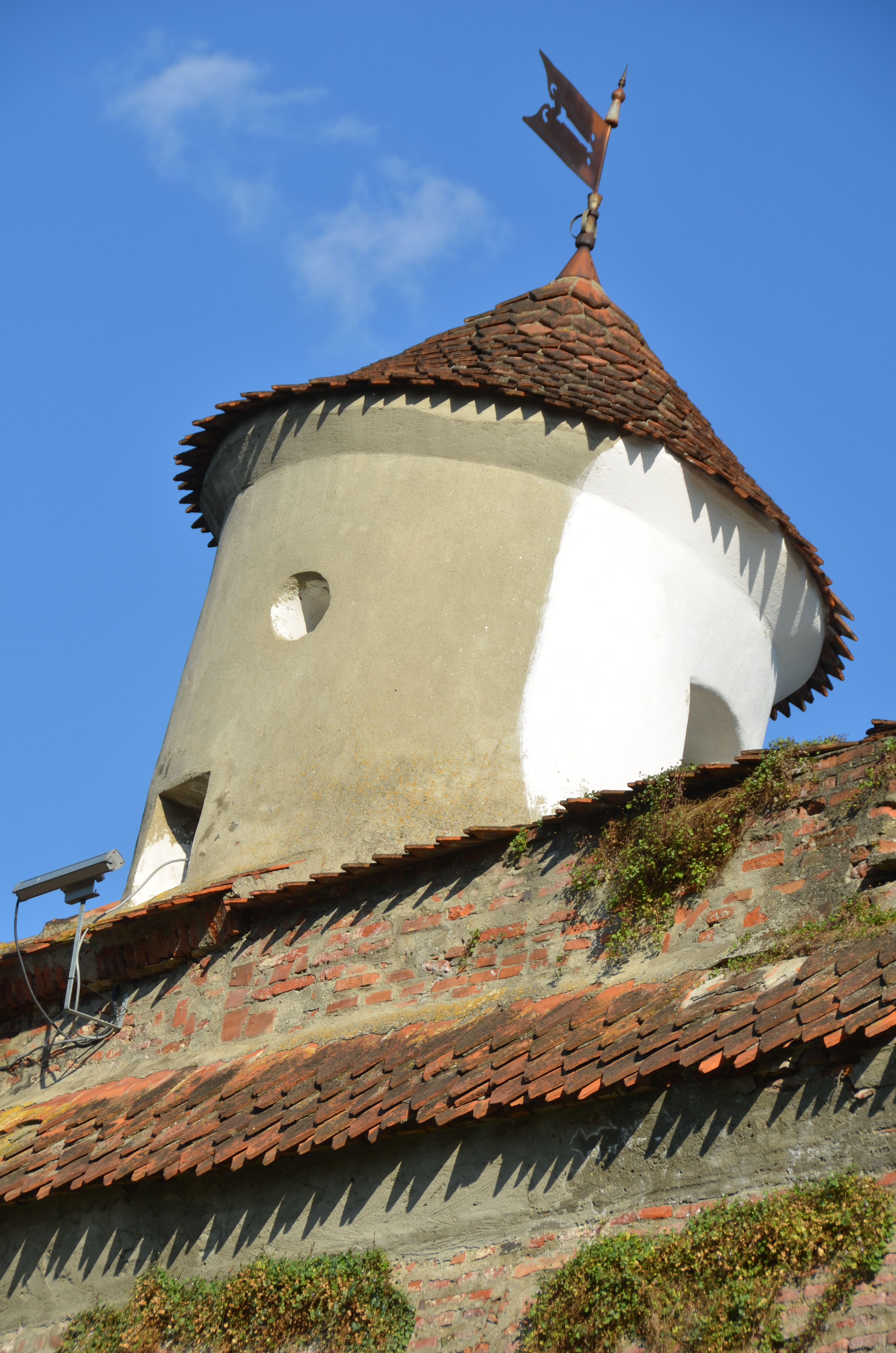
Turnul de pe bastionul nord-vest
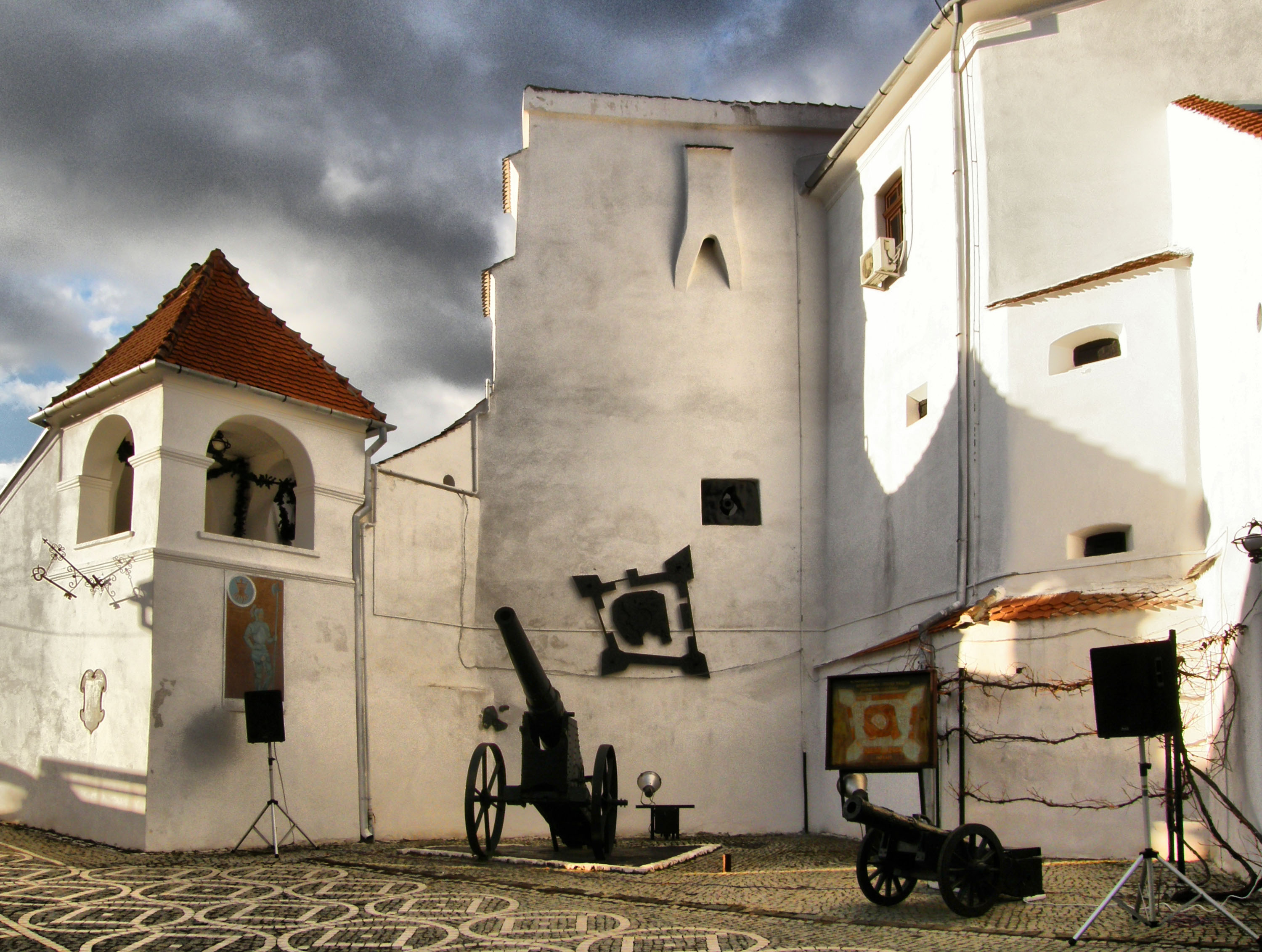
Cetățuia - Curtea interioară
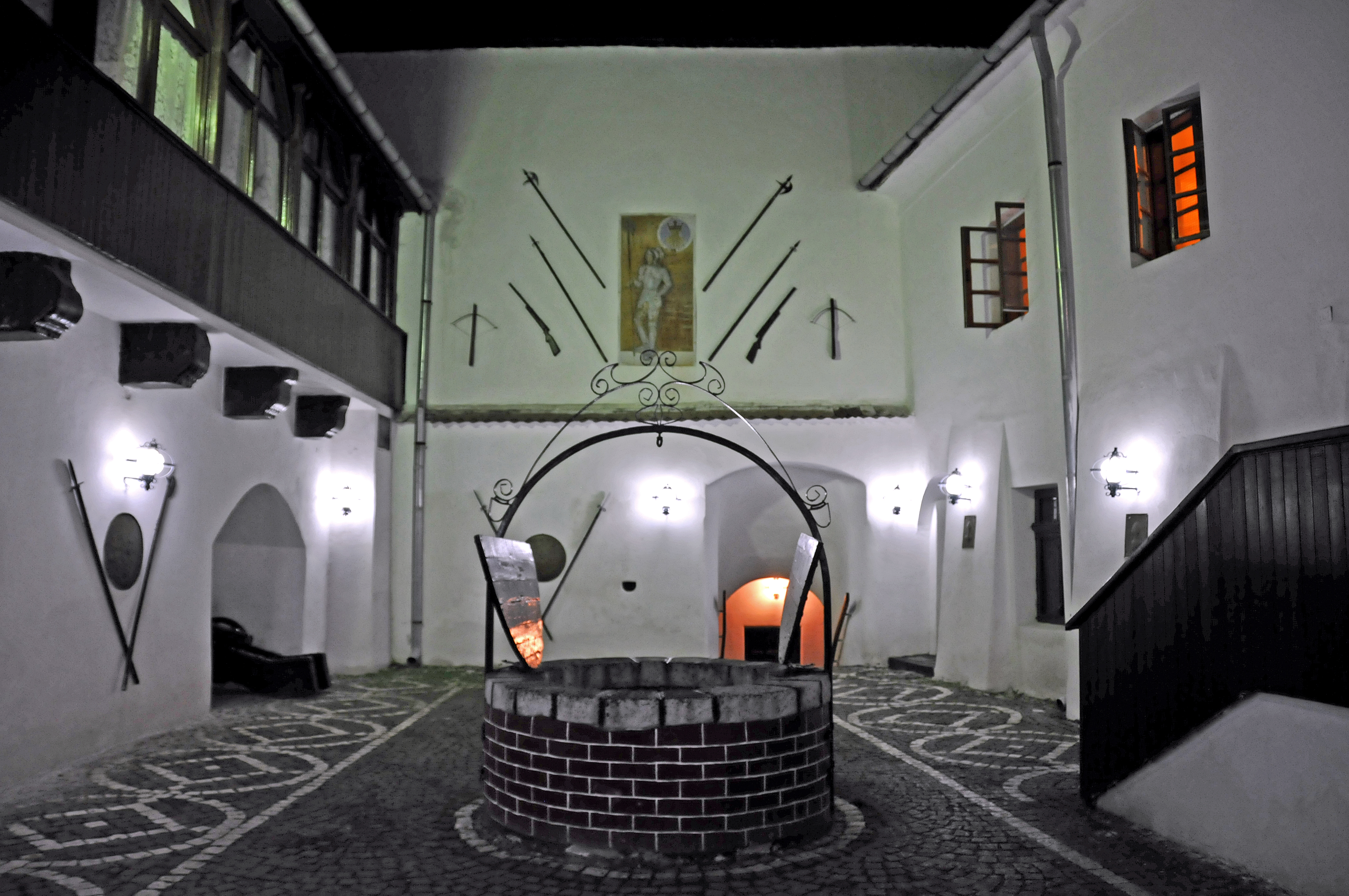
Cetățuia - Curtea interioară
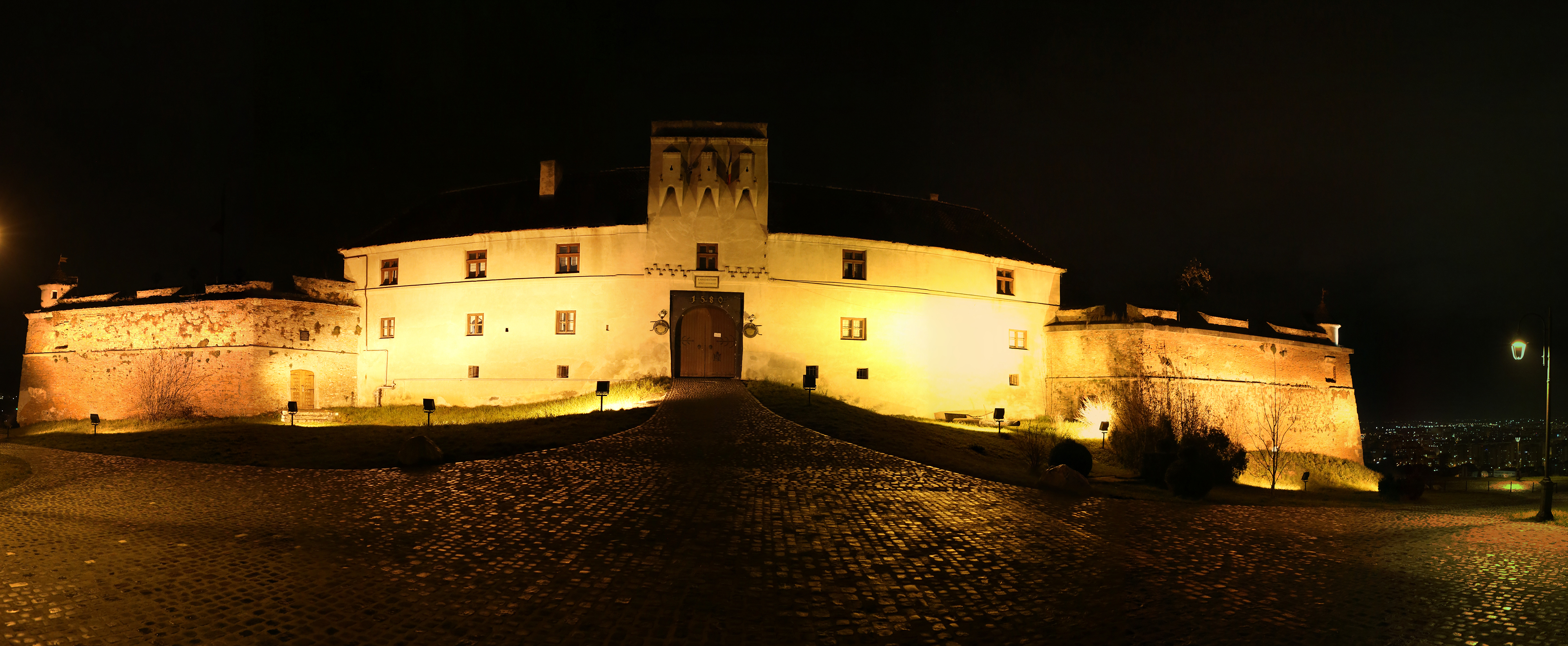
Cetățuia - vedere nocturnă
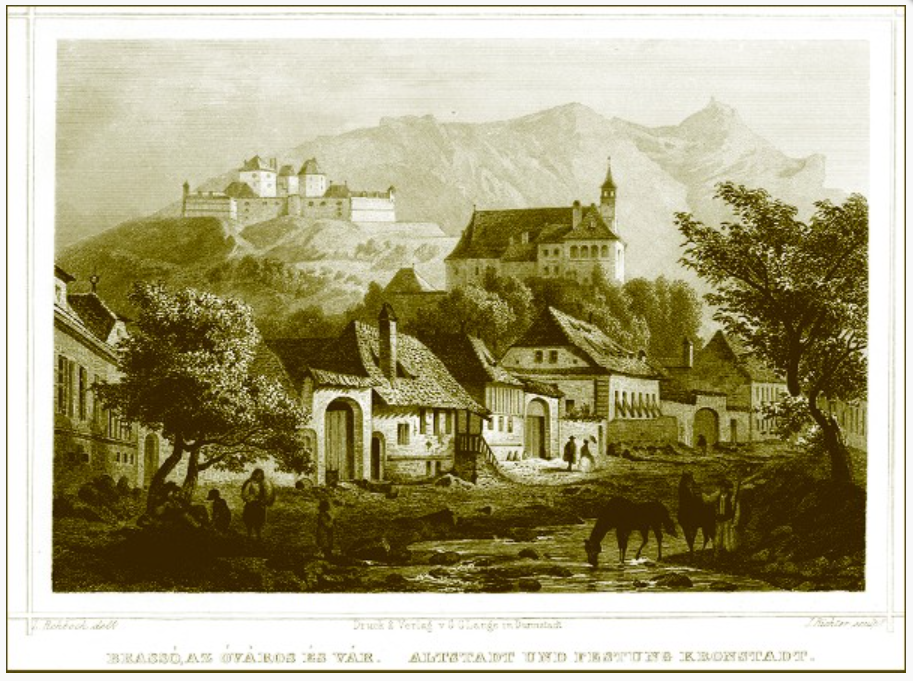
Orașul vechi și Cetățuia
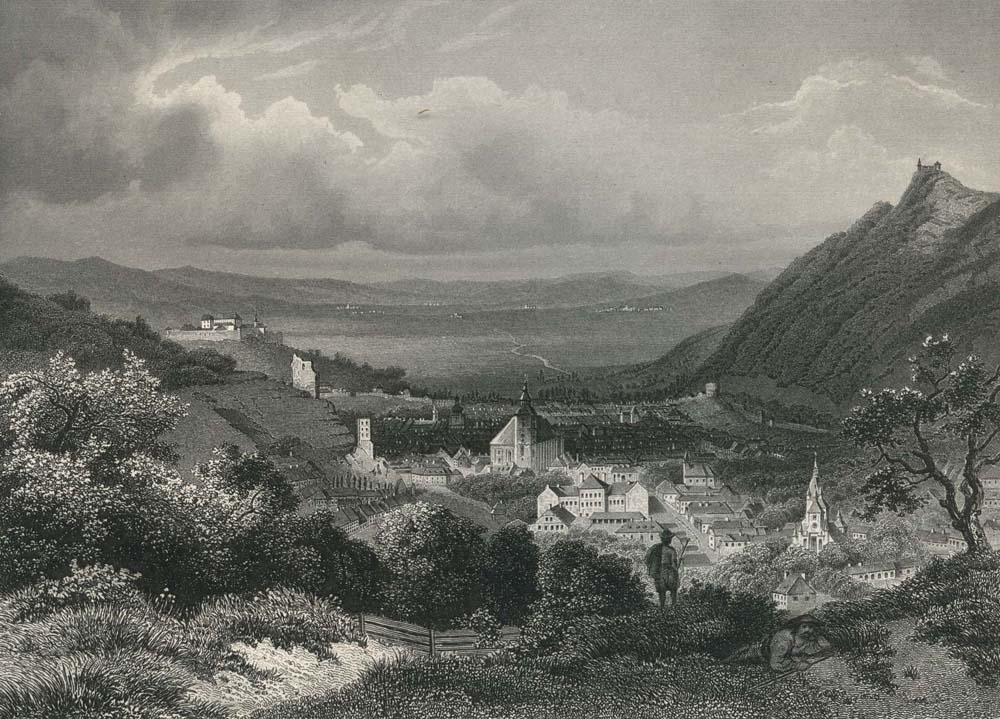
Cetățuia în 1860
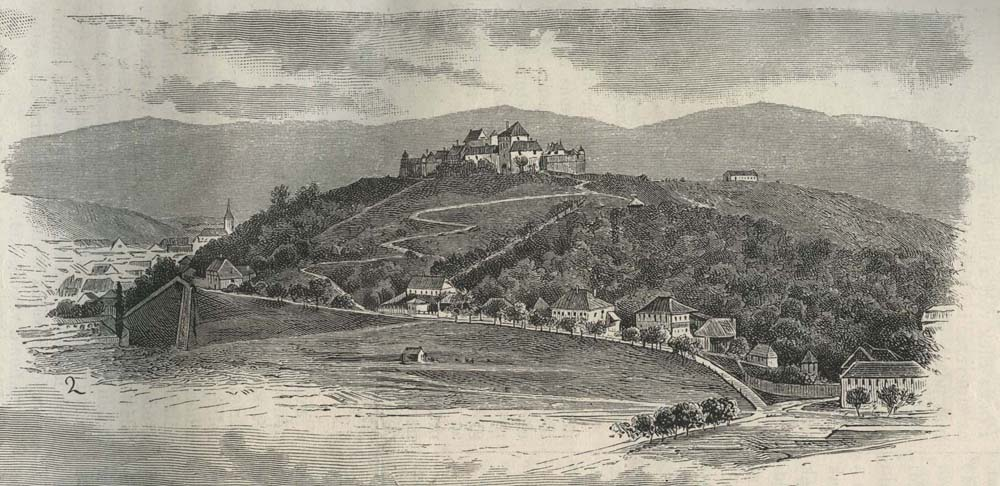
Cetățuia în 1884